# Michiko Maeda
Pour les articles homonymes, voir Maeda.
Michiko Maeda (前田通子, Maeda Michiko) est une actrice japonaise du cinéma et de la télévision. Elle est la première actrice japonaise à s'être dévêtue devant la caméra. Maeda est connue pour avoir été bannie du cinéma nippon pour avoir refusé d'obéir à un réalisateur. Après cet incident, elle est restée éloignée de la scène pendant 42 ans avant de céder aux demandes des réalisateurs Satoru Kobayashi et Teruo Ishii pour leur film Hell.

## Biographie et carrière
Michiko Maeda est née à Osaka le 27 février 1934. Elle travaille dans un grand magasin de Nihonbashi, un quartier d'affaires de Tokyo, lorsqu'elle commence une carrière d'actrice aux studios Shintōhō en 1955. Son premier film, Santōshain to onna hisho (三等社員と女秘書), réalisé par Hiromasa Nomura sort en août 1955. L'année suivante, elle interprète un petit rôle de stripteaseuse dans Eikō to bakusō ō (栄光と驀走王), film réalisé par Seiichiro Uchikawa, et attire l'attention du public sur l'aspect voluptueux de sa personne. Dans leur livre The Japanese Film: Art and Industry, Anderson et Richie la décrivent comme « une star presque entièrement construite sur des glandes mammaires,. »
La Shintōhō profite de la popularité de Maeda pour lui faire interpréter un grand nombre de rôles où elle pouvait faire valoir ses avantages. On dit que d'autres studios recherchèrent à leur tour des actrices bien pourvues capables d'entrer en concurrence avec Maeda. En 1956, elle est l'actrice principale de La Revanche de la reine Perle (女真珠王の復讐, Onna shinju ō no fukushū, en anglais Revenge of the Pearl Queen), un film d'angoisse qui se déroule sur une île déserte et où il est question d'une femme qui cherche à venger son amant défunt. Maeda accède alors à la notoriété en étant la première actrice japonaise à paraître dévêtue à l'écran.
La Shintōhō, exploitant des scènes de nudisme similaires, fait paraître Maeda à plusieurs reprises en pêcheuse de perles revêtue seulement d'un string. Son dernier film du genre s'intitule Frissons chez les pêcheuses de perles (海女の戦慄, Ama no senritsu, en anglais Woman Diver's Terror) (1957). Lors du film suivant, (Konpira riseiken (金比羅利生剣) (1957) du réalisateur Goro Katano, l'actrice refuse d'interpréter une scène dans laquelle elle est censée relever son slip devant la caméra. Le scandale qui en résulte est connu sous le nom de « l'incident de remonter son slip (裾まくり事件, Suso makuri jiken) » et fait la manchette d'une certaine presse internationale,. Le résultat de sa désobéissance ne se fait pas attendre : elle est bannie de l'industrie cinématographique. Son éloignement du monde des films roses durera 42 ans. En 1999, Satoru Kobayashi et le réalisateur Teruo Ishii la persuadent de revenir devant la caméra pour tenir le rôle d'Enma Daio, le Juge de l'Enfer, dans le film Hell, un remake de Jigoku de Nobuo Nakagawa, qu'ils réalisent conjointement.
Maeda est pressentie pour paraître dans deux films taïwanais en 1963. Elle revient à la production japonaise en 1972 avec le soap opera Dakuryū no onna (渓流の女) diffusé sur les antennes de Nippon Television. On la verra à la télévision et sur scène jusqu'à sa retraite en 1976.

## Filmographie partielle
- 1955 : Santōshain to onna hisho (三等社員と女秘書?) de Hiromasa Nomura
- 1956 : Eikō to bakusō ō (栄光と驀走王?) de Seiichiro Uchikawa
- 1956 : Onna Keirin-ō (女競輪王?) de Kiyoshi Komori : Miki Shiino
- 1956 : Viol au Japon[7] ou La Revanche de la reine Perle[8] (女真珠王の復讐, Onna shinju ō no fukushū?) de Toshio Shimura (ja)
- 1957 : Frissons chez les pêcheuses de perles (海女の戦慄, Ama no senritsu?)[9] de Toshio Shimura (ja)
- 1999 : L'Enfer (地獄, Jigoku?) de Teruo Ishii